# Sinocentryzm
Sinocentryzm – chiński system światopoglądowy, zgodnie z którym Chiny jako „Państwo Środka” (pinyin Zhōngguó) znajdują się w centrum świata. Pogląd ten wynikał z tradycyjnej chińskiej kosmologii, zgodnie z którą Ziemia miała kształt kwadratu, zaś koliste niebo znajdowało się dokładnie nad jego środkiem, gdzie miały leżeć Chiny; stąd również inna tradycyjna nazwa Chin: To, Co Pod Niebem (pinyin Tiānxià). Sinocentryzm uniwersalistyczny zakładał, że władca Chin (będący Synem Nieba) ma wyłączne prawo rządzenia całym światem, a Chiny są najwyżej rozwiniętym cywilizacyjnie państwem, podczas gdy inne państwa i ludy były dziełem barbarzyńców. Sinocentryzm i poczucie wyższości względem innych nacji wciąż są wyznacznikiem chińskiej mentalności narodowej, aczkolwiek bez dawnego lekceważenia świata zewnętrznego.